# Defenders of the Faith
Defenders of the Faith – dziewiąty album zespołu Judas Priest. Został wydany 4 stycznia 1984 roku w Anglii nakładem wytwórni CBS, natomiast w Stanach Zjednoczonych nakładem Columbia Records.

## Lista utworów
1. "Freewheel Burning" – 4:22
2. "Jawbreaker" – 3:25
3. "Rock Hard Ride Free" – 5:34
4. "The Sentinel" – 5:04
5. "Love Bites" – 4:47
6. "Eat Me Alive" – 3:34
7. "Some Heads Are Gonna Roll" – 4:05
8. "Night Comes Down"  – 3:58
9. "Heavy Duty" – 2:25
10. "Defenders of the Faith" – 1:30

## Twórcy
- Rob Halford - wokal
- K.K. Downing - gitara
- Glenn Tipton - gitara
- Ian Hill - gitara basowa
- Dave Holland - perkusja